# Alfredo Pagani
Alfredo Pagani (Roma, 6 settembre 1887 – 1984) è stato un ostacolista, lunghista, multiplista e altista italiano.
È stato campione italiano assoluto nei 110 metri ostacoli nel 1908, secondo anno in cui fu presente questa specialità alla rassegna nazionale.
Nel 1912 prese parte ai Giochi olimpici di Stoccolma in cinque differenti specialità.

## Palmarès
| Anno | Manifestazione  | Sede      | Evento             | Risultato     | Prestazione | Note  |
| ---- | --------------- | --------- | ------------------ | ------------- | ----------- | ----- |
| 1912 | Giochi olimpici | Stoccolma | 110 metri ostacoli | elim. qualif. | n/d         |       |
| 1912 | Giochi olimpici | Stoccolma | Salto in alto      | elim. qualif. | 1,60 m      |       |
| 1912 | Giochi olimpici | Stoccolma | Salto in lungo     | 27º           | 5,95 m      |       |
| 1912 | Giochi olimpici | Stoccolma | Pentathlon         | 24º           | 68 p.       | [ 1 ] |
| 1912 | Giochi olimpici | Stoccolma | Decathlon          | dnf           | dnf         | [ 2 ] |

## Campionati nazionali
- 1 volta campione italiano assoluto dei 110 metri ostacoli (1908)

1908
- Oro ai campionati italiani assoluti di atletica leggera, 110 metri ostacoli - 16"3/5

1909
- Argento ai campionati italiani assoluti, 110 metri ostacoli

1911
- Argento ai campionati italiani assoluti, 110 metri ostacoli - 18"0

1912
- Argento ai campionati italiani assoluti, 110 metri ostacoli